# 한신대학교학술원
한신대학교 학술원은 한신대학교에 있는 신학학술원이다. 진보적, 민주적인 전통을 바탕으로 21세기가 요구하는 “선택과 집중”이라는 새로운 연구 환경에 대처하기 위해 설립되었다. 산하에 신학연구소를 비롯하여 자본주의연구소, 종교와문화연구소, 창의지성연구소, 사회혁신경영연구소, 유라시아연구소를 두고 있다. 여러 나라의 신학자들의 학술발표를 개최하기도 한다. 이곳에서 생태계, 사회문제, 인공지능과 같은 주제를 발표하였다. 학술지 <신학연구>가 2014년에 한국연구재단에 등재되었다.